# Gomma SBR
Il copolimero stirene-butadiene (o gomma SBR, dall'inglese Styrene Butadiene Rubber) è un elastomero costituito da unità monomeriche di stirene e butadiene. Ha buona resistenza all'abrasione e stabilità all'invecchiamento. L'SBR è stabile nei confronti di sostanze quali olii minerali, grassi e idrocarburi, acidi e basi organiche e inorganiche. GRS e Buna S sono altri nomi commerciali di uso comune.
È la gomma allo stirene industrialmente più importante. Contiene tipicamente il 23,5% di stirene e il restante 76,5% di butadiene. Un contenuto maggiore di stirene conferisce proprietà termoplastiche.
Viene utilizzato principalmente per produrre pneumatici, tubi, tacchi e suole di scarpe, guarnizioni, piste di atletica leggera.

## Polimerizzazione
La gomma SBR viene prodotta polimerizzando in emulsione i monomeri di base. Per effettuare la sintesi industriale, vengono utilizzati due processi:
- Metodo della gomma calda: si opera a 50 °C e per produrre l'iniziatore radicalico si sfruttano persolfato di potassio e un mercaptano:

K2S2O7 + 2 RSH → KHSO3 + KHSO4 + 2 RS·
- Metodo della gomma fredda: si lavora a 5-8 °C e il promotore radicalico è generato per reazione redox tra un idroperossido e ioni ferrosi:

ROOH + Fe2+ → Fe3+ + OH- + RO·
In entrambi i casi il butadiene copolimerizza con lo stirene soprattutto in 1,4 (sia cis sia trans), ma anche in 1,2.

## Caratteristiche

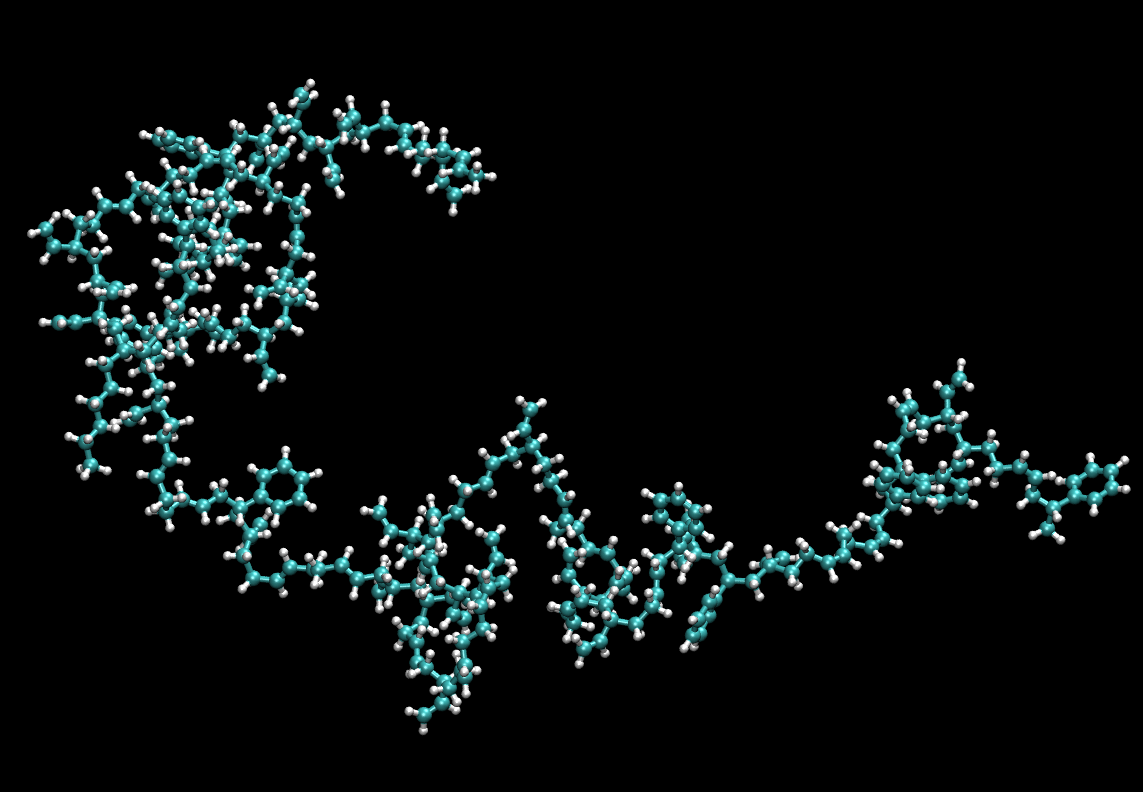
Una catena di SBR

Questa gomma ha buone proprietà meccaniche, in quanto può avere un buon valore di carico alla rottura, di resistenza alla deformazione permanente, di recupero elastico e una buona resistenza alla fatica, alla lacerazione e all'usura, inoltre si possono creare prodotti atossici.
Viene inoltre caratterizzata da buone proprietà dielettriche, compatibile con oli siliconici, acqua e soluzioni diluite di acidi, basi e sali.
Invece dimostra scarsa resistenza a ossigeno, ozono, radiazioni UV e agenti ossidanti, tranne che in mescole opportunamente formulate; risulta incompatibile anche con oli minerali, vegetali e animali, idrocarburi alifatici, aromatici e clorurati.
Le temperature d'esercizio sono comprese tra i -45 e i +100 °C, con una scarsa resistenza al calore, nulla alla fiamma, mentre ha una buona resistenza al freddo, anche se la temperatura di transizione vetrosa è di -60 °C.